# 集量論
《集量論》（藏語：ཚད་མ་ཀུན་ལ་བཏུས་པ་，威利转写：tshad ma kun la btus pa），西元五～六世紀印度的因明學家、佛教論師陳那的代表著作，為唯識學派主要依據的十一部論典之一。此書梵文原本至今尚未發現。唐代義淨曾於景雲二年（西元711年）翻出漢譯本，但不久即佚失。目前僅存藏譯本。

## 漢譯本
1928年，呂澂據那塘、卓尼版本，譯出《集量論釋略抄》，是一個節譯本，刊於《內學》第四輯。80年代法尊法師依據藏文大藏經德格版的持財護與雅瑪參賈譯本，并參考北京版的金鎧與信慧譯本，譯出漢譯本全文，並參照《因明正理門論》等漢文佛典，隨處附註。

## 內容
1. 現量品
2. 自比量品
3. 他比量品
4. 觀喻似喻品
5. 觀遣他品
6. 觀反斷品